# Bikat Turan
Bikat Turan (hebr. בקעת תרען, Bik'at Tur'an) – niewielka dolina położona w Dolnej Galilei, w północnej części Izraela.

## Geografia
Dolina Turan jest niewielką doliną w Dolnej Galilei. Dolina ma wydłużony kształt o orientacji wschód-zachód. Jej długość wynosi 10 km, a szerokość od 1 do 2 km. Dno doliny jest płaskie i znajduje się na wysokości od 160 do 200 metrów n.p.m. Jest otoczona prawie ze wszystkich stron wzgórzami. Po stronie południowej znajduje się masyw górski Hare Nacerat (wysokość około 400 m n.p.m.). Na południowym wschodzie przechodzi w płaskowyż Sirin (wysokość około 200 m n.p.m.). W kierunku wschodnim przechodzi w Dolinę Jawne’el, która wznosi się nad Jeziorem Tyberiadzkim. Po stronie północnej wznosi się góra Har Turan (548 m n.p.m.). W kierunku zachodnim dolina przechodzi w Dolinę Bejt Netofa. Przez dolinę przepływa strumień Jiftach'el, który jest zasilany przez strumień Turan, spływający z południowych zboczy góry Turan. Nanosił on do doliny żyzne osady, dzięki czemu posiada ona żyzne grunty. W przeszłości stanowiła teren bagnisty, regularnie zalewany podczas pory deszczowej. Obecnie dolina jest intensywnie eksploatowana rolniczo.
Osady ludzkie są skoncentrowane na skrajach doliny. Są tutaj miejscowości Turan i Kefar Kanna, kibuc Lawi, wioski Rummat al-Hajb i Giwat Awni, oraz wioska młodzieżowa Hodajot.

## Transport
Przez całą długość doliny przebiega droga ekspresowa nr 77, która we wschodniej jej części krzyżuje się z drogą nr 65.